# أنا كارينينا (موسيقى)
آنا كارنينا هي مقطوعة موسيقية مع كتاب على شكل أغنية كَتَبَهَا بيتر كيلوغ، وأَلَّفَهَا موسيقيًا دانيال ليفين .
أُلفت الموسيقى استنادًا إلى رواية الكاتب الروسي ليو تولستوي الكلاسيكية التي تحمل نفس الاسم، وهي موسيقى تعبيرية هادئة تركز على الطابع المأساوي للقصة التي تدور حول آنا كارنينا، وهي امرأة من الطبقة الارستقراطية متزوجة؛ ولكنها غير سعيدة بزواجها، نظرًا لعلاقتها السيئة مع زوجها الكونت فرونسكي، مما يؤدي في نهاية المطاف إلى سقوطها."
عُرضت موسيقى آنا كارينينا مع عرض مسرحي راقص وغنائي لأول مرة في 26 أغسطس 1992 على مسرح برودواي، وكانت من إخراج تيودورمان. مدتها 46 دقيقة. قامت بدور آنا كارنينا الممثلة المسرحية آن كرومب وجون كونينغهام ونيكولاي كارينين.

## أرقام الموسيقى
| العمل الأول مقدمة: محطة قطار سانت بيترسبورغ - على قطار - آنا، فرونسكي، ليفين، جوقة مشهد 1: محطة القطار موسكو، صباح اليوم التالي - هناك المزيد من الحياة من الحب - ستيفا وآنا المشهد 2: - منزل كيتي سشيرباتسكي، في وقت لاحق من نفس اليوم - كيف فظيعة - كيتي هل بإمكانك؟ - ليفين - في غرفة - ليفين، كيتي، آنا، فرونسكي المشهد 3: كرة، بعد بضعة أيام - والتزا ومازوركا - آنا، كيتي، فرونسكي، ستيفا، جوقة المشهد 4: محطة صغيرة بين موسكو وسانت بطرسبرغ، في الليلة التالية مشهد 5: منزل آنا في سانت بطرسبرغ - لا شيء تغير - آنا المشهد 6: منزل الأمير تفرسكي، في تلك الليلة - الأراضي المنخفضة - باسو المشهد 7: حديقة الكروكيه، بعد عدة أسابيع - الشائعات - جوقة المشهد 8: منزل كيتي - كم عدد الرجال؟ = كيتي مشهد 9: رقصة صغيرة في سانت بطرسبرغ - كنا الرقص - فرونسكي المشهد 10: في الطريق إلى البيت - أنا فقدت - آنا المشهد 11: منزل آنا - قائمة كارينين - كارينين المشهد 12: شقة فرونسكي - في انتظاركم - آنا وفرونسكي | العمل الثاني المشهد 1: منزل آنا، بعد ثلاثة أشهر - هذا لا يمكن المضي قدما - آنا، فرونسكي، كارينين المشهد 2: عقارات ليفين وإيطاليا - إديل الفلاح - جوقة التي سوف تخدم حقها - ليفين - المشهد 3: فيلا في روما كل شيء غرامة - آنا وفرونسكي - المشهد 4: منزل كيتي هل (ريبريس) - ليفين وكيتي - المشهد 5: فندق في موسكو لكل شيء غرامة |

## وصلات خارجية
- Internet Broadway Database listing
- New York Times review
- بعض المقاطع الموسيقية من العرض المسرحي لأنا كارينينا